# Rassengesetze des Unabhängigen Staates Kroatien
Die Rassengesetze des Unabhängigen Staates Kroatien waren eine Reihe von Gesetzen und Verordnungen, mit denen der Unabhängige Staat Kroatien (Nezavisna Država Hrvatska) von 1941 bis 1945 versuchte, seine multiethnische Bevölkerung in verschiedene Kategorien mit verschiedenen Rechten einzuteilen. Dahinter stand der Wunsch, eine soziale Segregation von Kroaten und Nichtkroaten zu erreichen und ein „ethnisch reines“ Kroatien zu schaffen.

## Geschichte

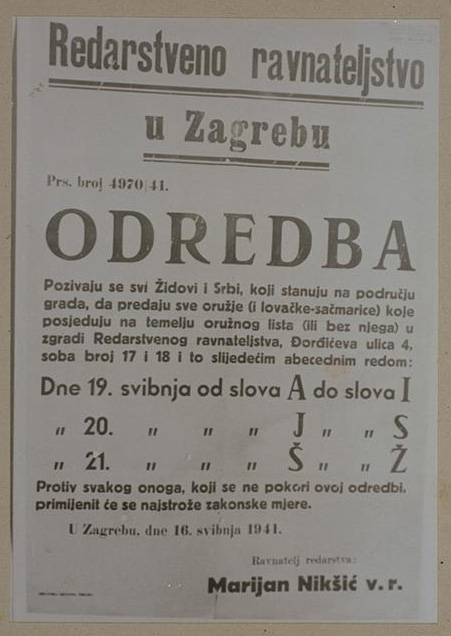
Aufforderung zur Waffenabgabe an „Juden“ und „Serben“, 16. Mai 1941

Der nach dem Balkanfeldzug von Deutschland und Italien neu errichtete Unabhängige Staat Kroatien hatte im Jahr 1941 etwa 6,5 Mio. Einwohner, von denen fast die Hälfte Nichtkroaten waren. Laut der hochgerechneten Volkszählung von 1931 gab es etwa 1,9 Mio. orthodoxe Serben, 0,8 Mio. muslimische Bosniaken, 175.000 Deutsche, 75.000 Ungarn, 45.000 Tschechen, 40.000 Juden, je 25.000 Ukrainer und Roma, 22.000 Slowaken und 5.000 Italiener. Die an die Macht gebrachte radikalnationalistische Ustascha-Gruppierung wollte diese multiethnische Gesellschaft mit Gewalt in ein ethnisch homogenes Gebilde umformen.
Am 25. April 1941 wurde die kyrillische Schrift verboten und am 28. April ein Staatsamt für die kroatische Sprache geschaffen, das typisch serbische Wörter und Wortbildungen durch kroatisch-nationale Ausdrücke ersetzen sollte.
Am 30. April 1941 erließ Ante Pavelić drei Gesetze, mit denen die Ausgrenzung von Bevölkerungsgruppen eingeleitet wurde:
- Gesetz über die Rassenzugehörigkeit mit der Definition von Juden und Zigeunern[6]
- Gesetz über den Schutz des arischen Blutes und der Ehre des kroatischen Volkes[7]
- Gesetz über die Staatsangehörigkeit, das zwischen Staatsbürgern und mehr oder weniger rechtlosen Staatsangehörigen unterschied.

Am 4. Juni 1941 folgte das Gesetz zum Schutz der nationalen und arischen Kultur des kroatischen Volkes, das die Juden aus allen Einrichtungen und Berufszweigen des öffentlichen Lebens ausschloss. Hinzu kam am gleichen Tag eine Verordnung zur Kennzeichnung der Juden und jüdischen Geschäfte. Kurz darauf folgten die Anmeldepflicht für jüdisches Vermögen und der Ausschluss aus der Beamtenschaft. Im Herbst wurde mit der entschädigungslosen Enteignung jüdischen Vermögens begonnen.
Es folgte eine unsystematische Masse an Gesetzen, Maßnahmen, Verordnungen und Durchführungsbestimmungen. Sie betrafen oft Serben und Juden, manche nur Juden und nur in seltenen Fällen wurden Roma explizit aufgeführt.
Am 3. Mai 1945 hob Ante Pavelić die Rassegesetze auf.